# Krężoły (województwo wielkopolskie)
Krężoły – wieś w Polsce, położona w województwie wielkopolskim, w powiecie obornickim, w gminie Ryczywół.
| SIMC    | Nazwa     | Rodzaj    |
| ------- | --------- | --------- |
| 0529396 | Chmielewo | część wsi |

W latach 1975–1998 wieś administracyjnie należała do województwa pilskiego.
Wieś szlachecka Krezoly położona była w 1580 roku w powiecie poznańskim województwa poznańskiego. 